# Inline-Speedskating-Europameisterschaften 2006
Die Europameisterschaften wurden im italienischen Cassano d’Adda ausgetragen. Die Wettkämpfe fanden vom 24. bis 30. Juli 2006 statt.
Die erfolgreichsten Teilnehmer waren Angèle Vaudan mit drei Goldmedaillen bei den Frauen und Yann Guyader mit vier Goldmedaillen bei den Herren.

## Frauen
| Distanz              | Gold                                                            | Silber                                                    | Bronze                                                         |
| Bahn                 | Bahn                                                            | Bahn                                                      | Bahn                                                           |
| -------------------- | --------------------------------------------------------------- | --------------------------------------------------------- | -------------------------------------------------------------- |
| 300 m Einzelsprint   | Maria Laura Orru                                                | Nicoletta Falcone                                         | Erika Zanetti                                                  |
| 500 m Sprint         | Nicoletta Falcone                                               | Sheila Posada                                             | Elma de Vries                                                  |
| 1000 m Sprint        | Erika Zanetti                                                   | Nicoletta Falcone                                         | Nele Armée                                                     |
| 10000 m Punkte-Auss. | Simona Di Eugenio                                               | Sandra Gómez                                              | Justine Halbout                                                |
| 15000 m Ausscheidung | Nathalie Barbotin                                               | Laura Lardani                                             | Nadine Gloor                                                   |
| 5000 m Staffel       | Italien Simona Di Eugenio Cinzia Ponzetti Giovanna Turchiarelli | Deutschland Jana Gegner Dennise Keßler Sandra Wieduwilt   | Frankreich Nathalie Barbotin Justine Halbout Laetitia Le Bihan |
| Straße               |                                                                 |                                                           |                                                                |
| 200 m Einzelsprint   | Nicoletta Falcone                                               | Maria Laura Orru                                          | Erika Zanetti                                                  |
| 500 m Sprint         | Erika Zanetti                                                   | Maria Laura Orru                                          | Nicoletta Falcone                                              |
| 10000 m Punkte       | Jana Gegner 15:37,088 − Europarekord                            | Elma de Vries                                             | Nele Armée                                                     |
| 20000 m Ausscheidung | Angèle Vaudan                                                   | Laura Lardani                                             | Giovanna Turchiarelli                                          |
| 10000 m Staffel      | Frankreich Justine Halbout Angèle Vaudan Nathalie Barbotin      | Deutschland Jana Gegner Michaela Neuling Sandra Wieduwilt | Italien Simona Di Eugenio Maria Laura Orru Erika Zanetti       |
| Langstrecke          |                                                                 |                                                           |                                                                |
| 42195 m Marathon     | Angèle Vaudan                                                   | Justine Halbout                                           | Jana Gegner                                                    |

## Männer
| Distanz              | Gold                                                        | Silber                                                     | Bronze                                                     |
| Bahn                 | Bahn                                                        | Bahn                                                       | Bahn                                                       |
| -------------------- | ----------------------------------------------------------- | ---------------------------------------------------------- | ---------------------------------------------------------- |
| 300 m Einzelsprint   | Patrizio Triberio                                           | Wouter Hebbrecht                                           | Kevin Gauclin                                              |
| 500 m Sprint         | Patrizio Triberio                                           | Martin Matyk                                               | Ronan Sánchez                                              |
| 1000 m Sprint        | Patrizio Triberio                                           | Raphael Pfulg                                              | Julien Despaux                                             |
| 10000 m Punkte-Auss. | Yann Guyader                                                | Matteo Amabili                                             | Alain Gloor                                                |
| 15000 m Ausscheidung | Pierdavide Romani                                           | Fabio Francolini                                           | Baptiste Grandgirard                                       |
| 5000 m Staffel       | Spanien Fernando Mejia Garikoitz Lerga Ronan Sánchez        | Deutschland Pascal Ramali Nico Wieduwilt Daniel Zschätzsch | Italien Matteo Amabili Antonio Ballarini Pierdavide Romani |
| Straße               |                                                             |                                                            |                                                            |
| 200 m Einzelsprint   | Gregorio Duggento                                           | Wouter Hebbrecht                                           | Marco Falcone                                              |
| 500 m Sprint         | Thomas Boucher                                              | Raphael Pfulg                                              | Claudio Naselli                                            |
| 10000 m Punkte       | Yann Guyader                                                | Fabio Francolini                                           | Alain Gloor                                                |
| 20000 m Ausscheidung | Yann Guyader                                                | Fabio Francolini                                           | Matteo Amabili                                             |
| 10000 m Staffel      | Frankreich Yann Guyader Baptiste Grandgirard Thomas Boucher | Spanien Kepa Caballero Garikoitz Lerga Ronan Sánchez       | Niederlande Mark Horsten Ronald Mulder Karlo Timmerman     |
| Langstrecke          |                                                             |                                                            |                                                            |
| 42195 m Marathon     | Massimiliano Presti                                         | Francesco Zangarini                                        | Stefano Galliazzo                                          |

## Medaillenspiegel
| Platz | Land        | Gold | Silber | Bronze | Gesamt |
| ----- | ----------- | ---- | ------ | ------ | ------ |
| 1.    | Italien     | 13   | 11     | 10     | 34     |
| 2.    | Frankreich  | 9    | 1      | 5      | 15     |
| 3.    | Deutschland | 1    | 4      | 1      | 6      |
| 4.    | Spanien     | 1    | 3      | 1      | 5      |
| 5.    | Schweiz     | 0    | 2      | 3      | 5      |
| 6.    | Belgien     | 0    | 2      | 2      | 4      |
| 7.    | Niederlande | 0    | 1      | 2      | 3      |